# Новенька (Астраханська область)
Новенька (рос. Новенькая) — зимівник у Ахтубінському районі Астраханської області Російської Федерації.
Населення становить 0 осіб (2010). Входить до складу муніципального утворення Ахтубінське міське поселення.

## Історія
Населений пункт розташований на території українського етнічного та культурного краю Жовтий Клин. Від 1975 року належить до Ахтубінського району.
Згідно із законом від 6 серпня 2004 року органом місцевого самоврядування є Ахтубінське міське поселення.

## Населення
| 2002 | 2010 |
| ---- | ---- |
| 6    | ↘0   |